# Softwarezentrum Böblingen/Sindelfingen

Logo des Softwarezentrums

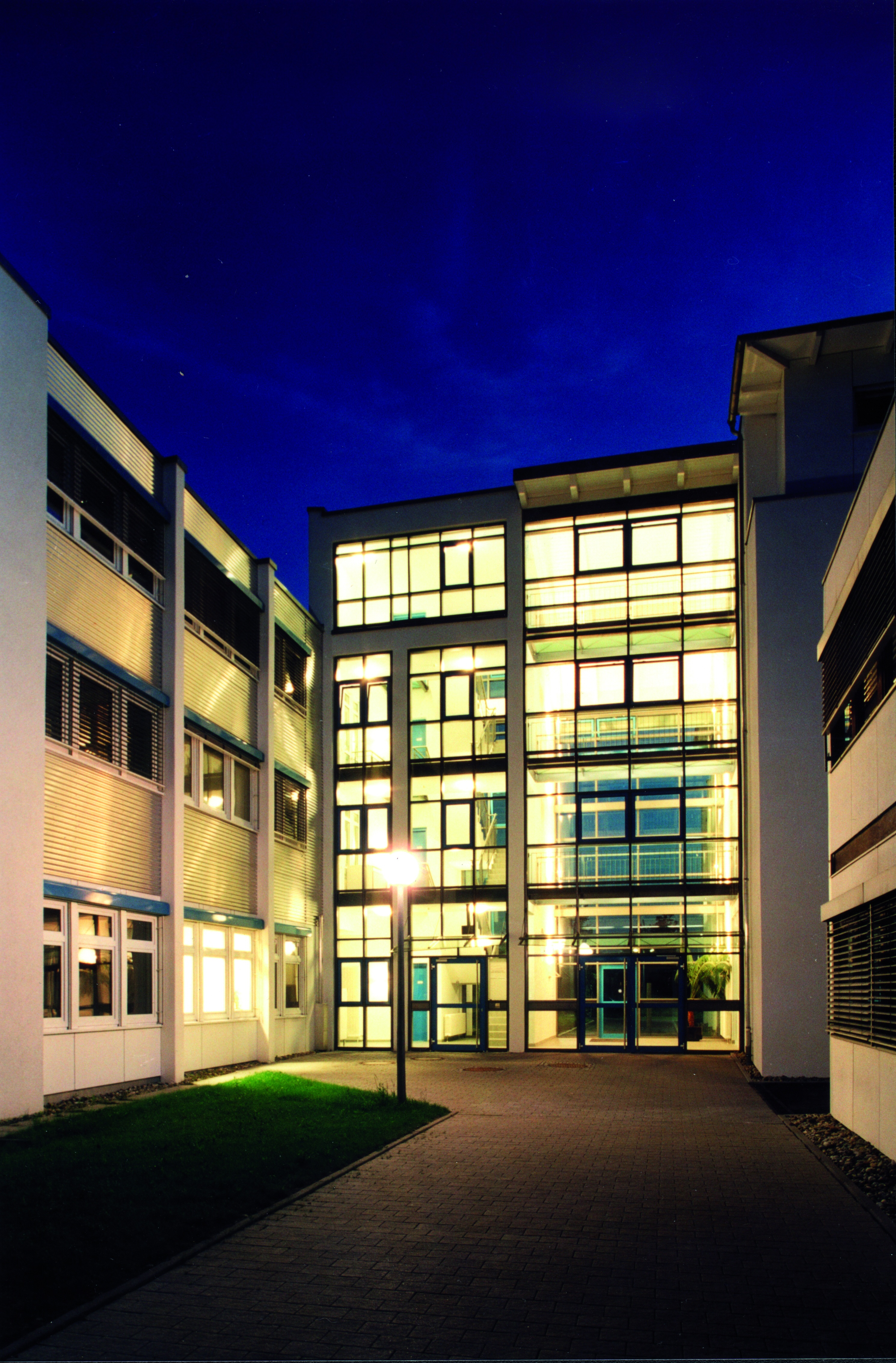
Böblinger Kompetenzzentrum

Das Softwarezentrum Böblingen/Sindelfingen ist ein Technologiepark mit Ausrichtung auf die IT-Branche. Es gehört mit 12.000 m² Büroflächen und 110 Mitgliedsunternehmen zu den größten branchenbezogenen Technologiezentren in Europa und bietet seinen Mitgliedern Mietflächen, Unternehmensservices und Kooperationsmöglichkeiten.

## Gründung
Das Softwarezentrum wurde 1995 von den Städten Böblingen, Sindelfingen, der IHK-Bezirkskammer Böblingen sowie der Landesregierung Baden-Württemberg initiiert und entwickelte sich schnell zu einem Zentrum, das auch Modellprojekt für weitere Kompetenzzentren im Land wurde. Einer der Gründerväter ist der damalige Landtagsabgeordnete Hans Dieter Köder (SPD).

## Unternehmen
Neben zahlreichen Gründerunternehmen finden sich auch etablierte IT-Unternehmen mit mehr als 30 Mitarbeitern.

## Unterstützer
Die regional ansässigen Großunternehmen Daimler AG, Hewlett-Packard und IBM unterstützen die Ziele des Softwarezentrums unter anderem als Beiratsmitglieder. Das Softwarezentrum ist auch Teil der Kompetenzzentren-Initiative der Region Stuttgart.